# 国沢裕
国沢 裕（くにざわ ゆう）は、日本の小説家である。

## 人物・来歴
武庫川女子大学文学部教育学科初等教育専攻人間関係コース卒業。日本心理学会認定心理士・レクリエーションインストラクター・少林寺拳法少拳士二段の資格を持っている。日本推理作家協会所属。
同人漫画家として活動を始める。創作活動の場を漫画から小説へ転向。ブログを開設して小説の公開を始める。総合出版リトル・ガリヴァー社のウェブサイトで小説を連載開始。いるかネットブックスやハーレクインから電子書籍を出版。2016年から、コスミック出版より紙書籍を出版。
ブログを通じて脚本家・小説家である山浦弘靖と交流がある。山浦弘靖のブログ内にある『星子シリーズ』続編では、国沢のオリジナルキャラクターが登場し主人公と共演するシーンがある。
Web小説投稿サイト「MAGNET MACROLINK」（旧マグネット！）内で行われた第2回「マグネット！」小説コンテストで『闘え☆桂ちゃん！』（ひゅう名義）が優秀賞受賞。

## 著書

### 紙書籍
- 『魔女ラーラと私とハーブティー』（マイナビ出版ファン文庫） ISBN 978-4-8399-6919-6
- 『迷宮のキャンバス』（マイナビ出版ファン文庫） ISBN 978-4-8399-6387-3

- 『超然画家と天使から独占契約されました！』（セシル文庫） ISBN 978-4-7747-1460-8
- 『タロット占い師 珠夢の羅針儀』（コスミック文庫α） ISBN 978-4-7747-2948-0
- 「きっさこロールケーキ」競作短編集『スイーツの泣ける話』（マイナビ出版ファン文庫tears）に収録 ISBN 978-4-8399-7937-9
- 「友情は香りとともに」競作短編集『横浜・神戸であった泣ける話』（マイナビ出版ファン文庫tears）に収録  ISBN 978-4-8399-7697-2
- 「思い出の中のガキ大将」競作短編集『同窓会であった泣ける話』（マイナビ出版ファン文庫tears）に収録  ISBN 978-4-8399-7694-1
- 「天邪鬼の勇気」：競作短編集『猫の泣ける話』（マイナビ出版ファン文庫tears）に収録  ISBN 978-4-8399-7609-5
- 「わたしの青春を返せ」：競作短編集『卒業式であった泣ける話』（マイナビ出版ファン文庫tears）に収録  ISBN 978-4-8399-7515-9
- 「貫通扉の向こう側」：競作短編集『電車であった泣ける話』（マイナビ出版ファン文庫tears）に収録  ISBN 978-4-8399-7332-2
- 「つないだ手」：競作短編集『交差点であった泣ける話』（マイナビ出版ファン文庫tears）に収録  ISBN 978-4-8399-7398-8
- 「媚薬なカクテル」：競作短編集『密フェチ～私の好きな彼の××～』（スターツ出版）に収録  ISBN 978-4-88381-403-9

### 電子書籍
- 『あなたの婚活おまかせください！～運命のお相手と縁結び☆AI結婚相談所～』（夢中文庫アレッタ）
- 『運命の輪・1～３』（いるかネットブックス）
- 『私は赤ずきん』（いるかネットブックス）
- 『呪いを解いたお姫様』（いるかネットブックス）
- 『高い塔のいたいけな娘』（いるかネットブックス）
- 『ひそむ者を照らす光』（いるかネットブックス）
- 『SOS～spy out the spy～』（いるかネットブックス）
- 『PANIC＠VAMPIRE』（いるかネットブックス）
- 『PANIC＠OGRE』（いるかネットブックス）
- 『監禁姫～略奪王に見初められて、蕩かされて～』（ハーレクイン）
- 『初恋はスキャンダル！？』（ハーレクイン）
- 『かどわかされて 奴隷姫』（ハーレクイン）
- 『若奥様は仮面の虜』（ハーレクイン）
- 『約束の鐘が鳴り響くとき』（いるかネットブックス）
- 『光と闇のゲノム』（いるかネットブックス）
- 『魅入る瞳』（いるかネットブックス）
- 『マジカリ・デイズ ～魔術家狸的日常～』（いるかネットブックス）
- 『あなたの香りにつつまれて』（ネットワーク出版）
- 『魔王彼氏とふんわり秘書』（ネットワーク出版）
- 『恋恋アライメント』（ネットワーク出版）